# Elena Gouraud
Elena Genrikhovna Gouraud,  parfois Gouro (en russe : Елена Генриховна Гуро), née à Saint-Pétersbourg le 10 janvier 1877 et morte à Poliany le 6 mai 1913 , est une peintre et dramaturge futuriste russe, également poétesse et écrivain.

## Biographie
Elena Gouraud naît à Saint-Pétersbourg en 1877 de Henri (Heinrich) Stepanovitch Gouraud, officier d'origine française (d'ascendance huguenote) dans l'armée impériale russe. Sa mère Anna Mikhaïlovna Tchistiakova est une artiste amateur de talent. Elena Gouraud passe son enfance dans le village de Novosseli, près de Pskov, et au domaine de son père, à Louga. Elle a une sœur, Ekaterina, également écrivain.
De 1890 à 1893, Elena Gouraud étudie l'art à la Société impériale d'encouragement des beaux-arts de Saint-Pétersbourg et, de 1903 à 1905, elle suit l'enseignement de Ian Tsionglinski, dans son atelier privé où elle rencontre son futur mari, Mikhaïl Matiouchine, avec qui elle se marie en 1906.

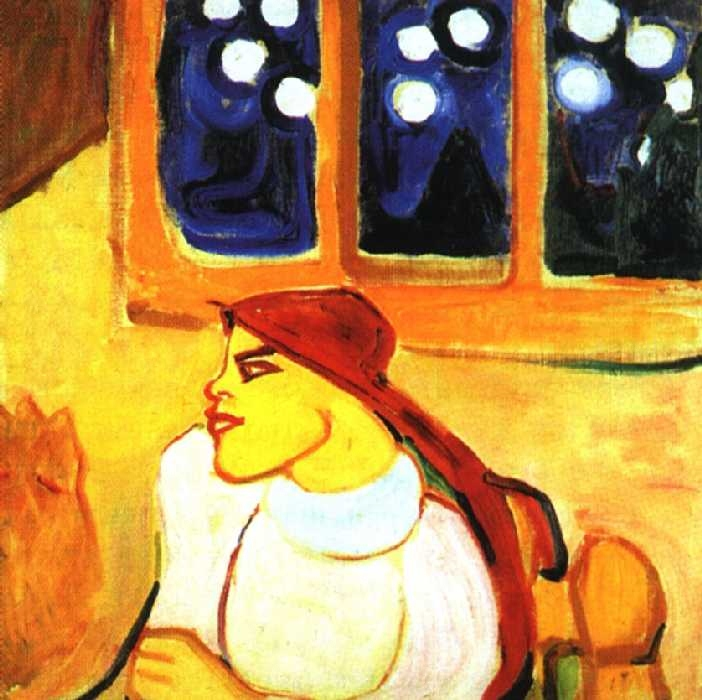
La Femme au foulard
Elena Gouraud 1910

En 1905, elle illustre la traduction russe d'un livre de contes de fées de George Sand. En 1906, le couple se déplace à l'école d'Ielizaveta Zvantseva, où elle travaille avec Mstislav Doboujinski, Léon Bakst et Kouzma Petrov-Vodkine. En 1908, elle ouvre son propre atelier et sa maison devient un lieu de rencontre central pour discuter d'art et de littérature.
Elena Gouraud publie son premier ouvrage en prose en 1905. En 1910, elle contribue à la première publication des futuristes russes. Son manuscrit d'un livre de contes de fées est perdu en 1911 par son éditeur ainsi que les illustrations qu'elle avait réalisées. Son deuxième livre, Rêve d'automne, est publié en 1912.

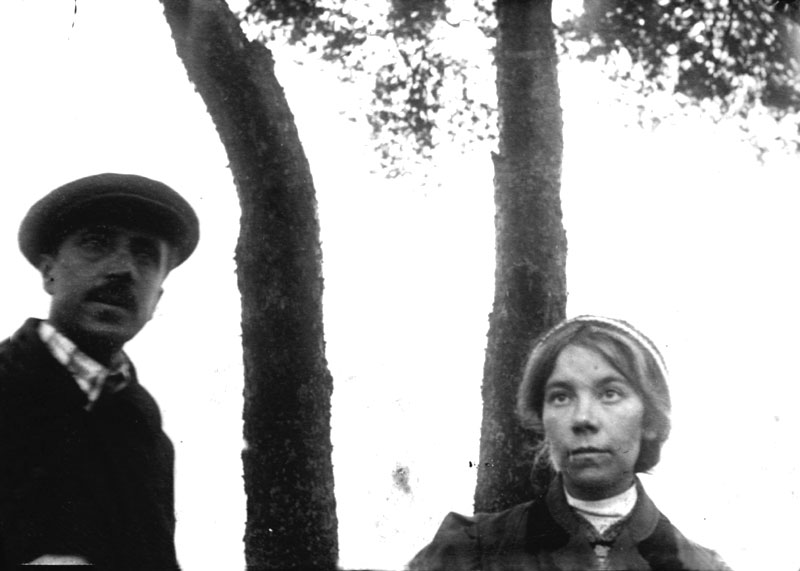
Mikhaïl Matiouchine et Elena Gouraud (avant 1913)

En 1913, bien qu'elle soit atteinte de leucémie, elle continue d’écrire et de peindre. Elle meurt la même année dans sa maison de campagne à Poliany, l'ancienne Uusikirkko, en Finlande. À la veille de sa mort, elle avait quasiment terminé une œuvre majeure, Le Chevalier pauvre. Plusieurs poèmes et deux ouvrages en prose sont publiés à titre posthume la même année suivis, en 1914, de son troisième livre, Les Petits Chameaux du ciel.

## Traductions en français
Les Petits Chameaux du Ciel (suivi d'extraits du Journal), traduit par Jean-Baptiste Para, collection Parallèles, éditions Æncrages & Co, 2025 